# Землезнавство
Землезна́вство, або зага́льна фізи́чна геогра́фія — наука з циклу наук про Землю, що вивчає закономірності формування і розвитку географічної оболонки. База у вирішенні сучасних глобальних проблем людства. Сучасний підхід землезнавства у пізнанні планетарних механізмів виходить з позицій феномена самоорганізації, тобто здатності самодовільно підтримувати, зберігати й удосконалювати власну організацію за умов постійного впливу зовнішніх чинників та внутрішніх перебудов. Саме в пізнанні цих аспектів планетарних механізмів полягає передумова науково обґрунтованого природокористування та стійкого розвитку людства.

## Термін
Термін «землезнавство» (нім. Erdkunde) вперше ввів німецький географ, завідувач кафедри географії Берлінського університету Карл Ріттер на початку XIX століття у багатотомній праці «Землезнавство у ставленні до природи та історії людства». Він вживав його у розумінні близькому до сучасного країнознавства. До російськомовного середовища термін залучив російський вчений Петро Семенов-Тянь-Шанський, який слухав лекції Ріттера і переклав його працю «Землезнавство Азії».
Термін інколи вживають як узагальнене поняття для дисциплін з вивчення планети Земля (геологія, географія, геофізика тощо).

## Історія
Російський природознавець, засновник сучасного наукового генетичного ґрунтознавства Василь Докучаєв, заклав основи вчення про широтну й вертикальну поясність, яке склало головний зміст російської наукової школи в фізичній географії. Він розглядав поверхню Землі в її безперервному розвитку, встановлював внутрішні зв'язки між її окремими елементами, явищами живої і мертвої природи. Вчення про природну зональність підняв на вищий рівень інший російський вчений-природознавець Лев Берг, що розробив вчення про ландшафти і першим здійснив зональне фізико-географічне районування країни.
Величезний вклад в становлення концепцій нової науки про навколишнє середовище як цілісне явище внесли українці Володимир Вернадський і Павло Тутковський. Вернадський організував Хімічну лабораторію в Києві буремного 1919 року (пізніше перетворену на Інститут загальної і неорганічної хімії), а через 3 роки в Москві Радієвий інститут (пізніше Інститут геохімії та аналітичної хімії). Вчення Вернадського про біосферу являє собою узагальнення природничонаукових знань того часу — воно увібрало в себе еволюційні погляди Чарльза Дарвіна, періодичний закон Дмитра Менделєєва, теорію єдності простору і часу Альберта Ейнштейна, ідеї про нерозривний зв'язок живої і неживої природи багатьох інших. Він вперше показав, що жива і нежива природа Землі тісно взаємодіють і складають єдину систему.
Радянський фізико-географ Андрій Григор'єв 1932 року виклав оригінальну концепцію географічної форми руху матерії. Спираючись на власні ідеї, розробив вчення про географічну оболонку Землі, показав, що вона володіє специфічними законами будови і розвитку, тому повинна виступати основним об'єктом вивчення фізичної географії. Спільно з Михайлом Будико 1956 року сформулював періодичний закон географічної зональності. Спираючись на ідеї своїх попередників, радянський фізико-географ Станіслав Калеснік створив сучасне вчення про географічну, ландшафтну оболонку Землі, яке покладене в основу загального землезнавства.
В Україні концепції загального землезнавства розвивають фізико-географи, ландшафтознавці й геоекологи Київського університету Петро Шищенко і Михайло Гродзинський, Харківського — Ігор Черваньов, Таврійського — Володимир Боков.

## Об'єкт і предмет науки
Батьком-засновником сучасного землезнавства вважається німецький географ Карл Ріттер, який на початку XIX століття увів термін у науковий обіг. Він першим визначив об'єктом науки увесь земний шар як цілісне явище. Його підхід відповідав засадам сучасного країнознавства, а науковою парадигмою географії він визначив хорологічну. Інший німецький географ Альфред Геттнер розвинув ідеї попередника. Він вважав об'єктом вивчення географії земний простір із усіма предметами і явищами що його заповнюють і взаємодіють між собою через причинно-наслідкові зв'язки, різноманіття яких творить відмінні ландшафти Землі. Такі унікальні поєднання тих чи інших об'єктів і явищ на певній території призводять до появи географічних країн — хоросів, які вже є об'єктами вивчення країнознавства. Інший німецький географ Оскар Пешель об'єктом фізичної географії визначав всю природу Землі. Німецький вчений кінця XIX століття, засновник геоморфології Фердинанд Ріхтгофен об'єктом землезнавства розглядав земну поверхню. Засновник французької фізико-географічної школи Ерве Мартонн — розподіл на ній різноманітних фізичних, біологічних та антропогенних явищ, разом із причинно-наслідковими зв'язками між ними.
Так само за 2 сторіччя різноманітними були й пропозиції термінологічного означення об'єкта землезнавства: геосфера, епігеосфера, ландшафтна оболонка, ландшафтна сфера, біогеосфера, географічна оболонка. З часом найбільшого застосування зазнав останній термін.
Предмет землезнавства — вивчення закономірностей структури, внутрішніх і зовнішніх взаємозв'язків, механізмів функціонування, динаміки і еволюції географічної оболонки, проблеми просторових співвідношень територіальних об'єктів у їхньому розвитку.

## Методологія
Усі географічні дослідження відрізняє специфічний географічний підхід — фундаментальне уявлення про взаємозв'язок і взаємозумовленості явищ, комплексний погляд на природу як цілісний об'єкт. Такий підхід характеризується територіальністю, глобальністю, історизмом і системністю. Усі наукові методи, що ними користуються в географічних дослідженнях, поділяються на 3 групи:
- Загальнонаукові:
  - Матеріалістичний. Матерія (речовина, енергія, процеси) розглядається як об'єктивна реальність, онтологічно первинним початком (причиною, умовою або обмеженням) будучності. Ідеальне (свідомість, поняття, закони, взаємозв'язки) — вторинним (результатом, наслідком).
  - Історичний. Заснований на вивченні виникнення, формування і розвитку об'єктів у хронологічній послідовності. Ґрунтується на виявленні та аналізі протиріч або закономірностей в розвитку об'єктів та явищ. Особливо застосовується в палеогеографічних дослідженнях.
  - Системний. Кожний об'єкт розглядається як складне утворення з різних частин, що взаємодіють одна з одною та взаємовпливають одна на одну.
- Специфічні:
  - Картографічний. Географічна карта одночасно є не тільки результатом наукового дослідження території, але й безпосередньо джерелом нової інформації про зображений об'єкт (внаслідок систематизації, генералізації, компонування, об'єктивації, уніфікації та ін. застосовуваних засобів).
  - Аерофотозйомка і дистанційне зондування Землі. Відносно новий географічний метод, що з'явився завдяки технічному прогресу. Він дозволяє збирати інформацію в географічній оболонці комплексно, швидко, на великих площах і за відносно незначний кошт у перерахунку на одиницю отримуваних даних.
  - Порівняльно-описовий. Порівнюючи окремі елементи кількох об'єктів, процесів, явищ, знаходять закономірності які викликають як схожість, так і розбіжність досліджуваного. Результатом застосування методу є побудова ареалів подібних явищ і розмежування різних.
  - Експедиційний (польовий). Інформація здобута в науково-дослідних експедиціях — «хліб географії». Одним з перших її застосував Геродот, що виклав здобуті в подорожах знання в дев'ятитомній праці «Історія».
  - Стаціонарний (лабораторний). Відбувається систематизація й обробка даних отриманих в експедиціях, аналіз і теоретизування знань добутих попередніми дослідженнями.
  - Станціонний (географічних стаціонарів, станцій). Комплексний метод, що дозволяє не тільки поєднувати два попередніх, але й інтенсифікувати дослідження об'єктів безпосередньо в природі, але за максимального використання всього доступного наукового інструментарію та приладів. Одночасно досліджуваний об'єкт стає модельним для вивчення процесів в аналогічних об'єктах в інших місцях області, регіону, планети. Перший географічний стаціонар було створено на Тянь-Шані за ініціативи Андрія Григор'єва.
- Міждисциплінарні:
  - Математичний — наукове підґрунтя будь-якого землезнавчого дослідження, що дозволяє в абстрактній універсальній формі використовувати здобуті знання не тільки в циклі наук про Землю, але й в інших природничих, технічних та гуманітарних науках.
  - Моделювання — дозволяє спостерігати, оцінювати, прогнозувати ідеалізовані природні процеси в «лабораторних» умовах.
  - Геохімічний — дозволяє якісно й кількісно оцінювати циркуляцію потоків речовини, вміст окремих елементів в географічній оболонці.
  - Геофізичний — дозволяє оцінювати фізичні процеси, потоки речовини та енергії в географічній оболонці.

## Значення
На відміну від галузевих географічних дисциплін, кожна з яких розглядає переважно певний компонент або геосферу, землезнавство охоплює загальні властивості, ознаки та наскрізні процеси, те, що об'єднує в якісно відмінне від кожної з складових нове утворення — географічну оболонку.
За античних часів землеопис виконував своє безпосереднє завдання — опис території. Але вже давньогрецькі вчені виконували аналітичну обробку отримуваних знань (геродотові ремарки до оповідань про країни в яких він безпосередньо не бував), проводили достатньо наукові досліди й вимірювання (окружність Землі Ератосфеном). Після Доби великих географічних відкриттів перед європейськими вченими XVIII—XIX століть постав величезний пласт відомостей про планету, який вони повинні були проаналізувати і пояснити гіпотезами та теоріями. Впродовж XIX—XX століть відбувалось підтвердження або спростування таких гіпотез, висунення нових. На основі здобутих знань і внаслідок технологічних успіхів дедалі більше уваги приділяється їхньому застосування в практичному житті людства, географічному прогнозу і моніторингу.
Головне завдання сучасної стадії землезнавства — розробка наукових основ раціонального природокористування, збереження й примноження природних ресурсів та навколишнього середовища, як невід'ємного елемента самого існування людської цивілізації.
Задачі землезнавства:
- Пізнання закономірностей будови і розвитку географічної оболонки.
- Дослідження динаміки процесів переносу речовини й енергії в ній.
- Розробка оптимальної системи управління географічними процесами.

Загальне землезнавство виконує також науково-суспільні задачі:
- закладає в свідомості людини наукові уявлення про будову Всесвіту, що цікавлять людство протягом всієї історії цивілізації;
- вивчає закони організації, функціонування, історію розвитку географічної оболонки та біосфери (за В. І. Вернадським);
- характеризує теоретичні засади низки дисциплін, поєднуючи їх предметно й методологічно.